# Just Fontaine
Just Fontaine (18 tháng 8 năm 1933 – 1 tháng 3 năm 2023) là một cố cầu thủ bóng đá người Pháp. Ông là người giữ kỉ lục ghi nhiều bàn thắng nhất trong một vòng chung kết World Cup, với 13 bàn tại vòng chung kết năm 1958, và là cầu thủ đầu tiên ghi bàn trong tất cả các trận của đội tuyển quốc gia khi tham gia một kỳ World Cup. Ông cũng là người ghi bàn nhiều thứ 4 trong lịch sử các vòng chung kết World Cup, chỉ đứng sau Miroslav Klose với 16 bàn (trong 4 vòng chung kết), Ronaldo với 15 bàn (trong 3 vòng chung kết) và Gerd Müller với 14 bàn (trong 2 vòng chung kết). Ông được đánh giá là một trong các tiền đạo xuất sắc nhất từ trước tới nay.

## Sự nghiệp
Mặc dù sinh tại Marrakech, ông chuyển đến Casablanca và học ở trường phổ thông Lyautey.
Fontaine bắt đầu sự nghiệp bóng đá nghiệp dư của mình ở câu lạc bộ USM Casablanca. Ông thi đấu cho câu lạc bộ này từ năm 1950 tới 1953. Nice chiêu mộ ông vào năm 1953, và ông đã ghi 44 bàn thắng trong 3 mùa bóng cho câu lạc bộ. Năm 1956, ông chuyển tới câu lạc bộ Stade de Reims, làm đồng đội với Raymond Kopa. Kopa tới Real Madrid vào năm 1958, còn Fontaine ghi 121 bàn thắng trong 6 mùa bóng tại Stade de Reims. Tổng cộng, Fontaine đã ghi 165 bàn trong 200 trận đấu tại Giải vô địch bóng đá Pháp, và 2 lần đoạt được chức vô địch vào các năm 1958 và 1960.
Trong màu áo xanh của đội tuyển Pháp, thành tích của Fontaine còn ấn tượng hơn. Trong trận ra mắt ở đội tuyển ngày 17 tháng 12 năm 1953, Fontaine đã lập một hat trick giúp Pháp đánh bại Luxembourg 8-0. Trong 7 năm, ông đã ghi 30 bàn thắng trong 21 trận đấu cho đội tuyển quốc gia. Tuy nhiên, mọi người nhớ đến Fontaine với màn trình diễn của ông tại World Cup 1958. Ông đã ghi 13 bàn trong có 6 trận tại giải này, trong đó có 4 bàn vào lưới đương kim vô địch Tây Đức và giành được Chiếc giày vàng trong giải này.
Fontaine chơi trận đấu cuối cùng vào tháng 7 năm 1962. Ông phải giải nghệ sớm vì một chấn thương tái phát. Ông cũng từng làm huấn luyện viên cho đội tuyển Pháp một thời gian ngắn năm 1967, và bị thay chỉ sau hai trận giao hữu đều thua.
Ông được Pelé đưa vào danh sách 125 cầu thủ bóng đá hay nhất còn sống vào tháng 3 năm 2004. Ông cũng được chọn là cầu thủ bóng đá Pháp xuất sắc nhất trong vòng 50 năm trở lại đây do Liên đoàn bóng đá Pháp bầu chọn cho giải thưởng của UEFA vào tháng 11 năm 2003.
Ông qua đời ngày 1 tháng 3 năm 2023 tại Toulouse, Pháp.

## Các danh hiệu

### Với Đội tuyển Pháp
- Giải vô địch bóng đá thế giới
  - Thứ 3 tại Mexico 1958

### Với câu lạc bộOGC Nice
- Vô địch Pháp: 1956
- Cúp Quốc gia Pháp: 1954

### Với câu lạc bộStade de Reims
- Vô địch Pháp: 1958, 1960, 1962
- Cúp Quốc gia Pháp: 1958
- Siêu cúp bóng đá Pháp: 1958, 1960
- Cúp C1 châu Âu
  - Hạng nhì: 1959

### Các danh hiệu cá nhân
- Vua phá lưới Ligue 1: 1958 (34 bàn) và 1960 28 (bàn) với Stade de Reims
- Vua phá lưới Cúp C1: 1959 (10 bàn) với Stade de Reims
- Vua phá lưới World Cup 1958: 13 bàn.
- Kỷ lục gia cầu thủ ghi nhiều bàn thắng nhất trong một kỳ World Cup (13 bàn).
- Đứng thứ tư trong danh sách những người ghi nhiều bàn thắng nhất trong các kỳ World Cup - Sau Miroslav Klose (16 bàn), Ronaldo (15 bàn) và Gerd Muller (14 bàn).
- Vua phá lưới Vòng loại Giải vô địch bóng đá châu Âu 1960: 5 bàn.
- Nhận Bắc đẩu bội tinh
- Được Pelé đưa vào danh sách 125 cầu thủ bóng đá hay nhất còn sống vào tháng 3 năm 2004.

## Bàn thắng cho đội tuyển quốc gia
| #  | Ngày                 | Địa điểm                                         | Trận | Đối thủ     | Bàn thắng | Kết quả | Giải đấu                 |
| -- | -------------------- | ------------------------------------------------ | ---- | ----------- | --------- | ------- | ------------------------ |
| 1  | 27 tháng 12 năm 1953 | Sân vận động Công viên các Hoàng tử, Paris, Pháp | 1    | Luxembourg  | 4–0       | 8–0     | Vòng loại World Cup 1954 |
| 2  | 27 tháng 12 năm 1953 | Sân vận động Công viên các Hoàng tử, Paris, Pháp | 1    | Luxembourg  | 6–0       | 8–0     | Vòng loại World Cup 1954 |
| 3  | 27 tháng 12 năm 1953 | Sân vận động Công viên các Hoàng tử, Paris, Pháp | 1    | Luxembourg  | 7–0       | 8–0     | Vòng loại World Cup 1954 |
| 4  | 13 tháng 3 năm 1958  | Sân vận động Công viên các Hoàng tử, Paris, Pháp | 4    | Tây Ban Nha | 1–1       | 2–2     | Giao hữu                 |
| 5  | 8 tháng 6 năm 1958   | Idrottsparken, Norrköping, Thụy Điển             | 6    | Paraguay    | 1–1       | 7–3     | World Cup 1958           |
| 6  | 8 tháng 6 năm 1958   | Idrottsparken, Norrköping, Thụy Điển             | 6    | Paraguay    | 2–1       | 7–3     | World Cup 1958           |
| 7  | 8 tháng 6 năm 1958   | Idrottsparken, Norrköping, Thụy Điển             | 6    | Paraguay    | 5–3       | 7–3     | World Cup 1958           |
| 8  | 11 tháng 6 năm 1958  | Arosvallen, Västerås, Thụy Điển                  | 7    | Nam Tư      | 1–0       | 2–3     | World Cup 1958           |
| 9  | 11 tháng 6 năm 1958  | Arosvallen, Västerås, Thụy Điển                  | 7    | Nam Tư      | 2–2       | 2–3     | World Cup 1958           |
| 10 | 15 tháng 6 năm 1958  | Eyravallen, Örebro, Thụy Điển                    | 8    | Scotland    | 2–0       | 2–1     | World Cup 1958           |
| 11 | 19 tháng 6 năm 1958  | Idrottsparken, Norrköping, Thụy Điển             | 9    | Bắc Ireland | 2–0       | 4–0     | World Cup 1958           |
| 12 | 19 tháng 6 năm 1958  | Idrottsparken, Norrköping, Thụy Điển             | 9    | Bắc Ireland | 3–0       | 4–0     | World Cup 1958           |
| 13 | 24 tháng 6 năm 1958  | Sân vận động Råsunda, Solna, Thụy Điển           | 10   | Brasil      | 1–1       | 2–5     | World Cup 1958           |
| 14 | 28 tháng 6 năm 1958  | Ullevi, Göteborg, Thụy Điển                      | 11   | Tây Đức     | 1–0       | 6–3     | World Cup 1958           |
| 15 | 28 tháng 6 năm 1958  | Ullevi, Göteborg, Thụy Điển                      | 11   | Tây Đức     | 3–1       | 6–3     | World Cup 1958           |
| 16 | 28 tháng 6 năm 1958  | Ullevi, Göteborg, Thụy Điển                      | 11   | Tây Đức     | 5–2       | 6–3     | World Cup 1958           |
| 17 | 28 tháng 6 năm 1958  | Ullevi, Göteborg, Thụy Điển                      | 11   | Tây Đức     | 6–3       | 6–3     | World Cup 1958           |
| 18 | 1 tháng 10 năm 1958  | Sân vận động Công viên các Hoàng tử, Paris, Pháp | 12   | Hy Lạp      | 2–0       | 7–1     | Vòng loại Euro 1960      |
| 19 | 1 tháng 10 năm 1958  | Sân vận động Công viên các Hoàng tử, Paris, Pháp | 12   | Hy Lạp      | 6–1       | 7–1     | Vòng loại Euro 1960      |
| 20 | 5 tháng 10 năm 1958  | Sân vận động Prater, Viên, Áo                    | 13   | Áo          | 2–1       | 2–1     | Giao hữu                 |
| 21 | 9 tháng 11 năm 1958  | Sân vận động Olympic Colombes, Colombes, Pháp    | 15   | Ý           | 2–2       | 2–2     | Giao hữu                 |
| 22 | 11 tháng 11 năm 1959 | Sân vận động Olympic Colombes, Colombes, Pháp    | 17   | Bồ Đào Nha  | 1–0       | 5–3     | Giao hữu                 |
| 23 | 11 tháng 11 năm 1959 | Sân vận động Olympic Colombes, Colombes, Pháp    | 17   | Bồ Đào Nha  | 4–2       | 5–3     | Giao hữu                 |
| 24 | 11 tháng 11 năm 1959 | Sân vận động Olympic Colombes, Colombes, Pháp    | 17   | Bồ Đào Nha  | 5–2       | 5–3     | Giao hữu                 |
| 25 | 13 tháng 12 năm 1959 | Sân vận động Olympic Colombes, Colombes, Pháp    | 18   | Áo          | 1–0       | 5–2     | Vòng loại Euro 1960      |
| 26 | 13 tháng 12 năm 1959 | Sân vận động Olympic Colombes, Colombes, Pháp    | 18   | Áo          | 2–0       | 5–2     | Vòng loại Euro 1960      |
| 27 | 13 tháng 12 năm 1959 | Sân vận động Olympic Colombes, Colombes, Pháp    | 18   | Áo          | 4–2       | 5–2     | Vòng loại Euro 1960      |
| 28 | 17 tháng 12 năm 1959 | Sân vận động Công viên các Hoàng tử, Paris, Pháp | 19   | Tây Ban Nha | 2–1       | 4–3     | Giao hữu                 |
| 29 | 16 tháng 3 năm 1960  | Sân vận động Công viên các Hoàng tử, Paris, Pháp | 20   | Chile       | 4–0       | 6–0     | Giao hữu                 |
| 30 | 16 tháng 3 năm 1960  | Sân vận động Công viên các Hoàng tử, Paris, Pháp | 20   | Chile       | 5–0       | 6–0     | Giao hữu                 |